# Артемовський
Арте́мовський (рос. Артёмовский) — місто, центр Артемовського міського округу Свердловської області.
Населення — 33160 осіб (2010, 34980 у 2002).